# تسوية بنكية
التسوية البنكية هي عملية  مطابقة بين رصيد الشركة (أو المنظمة) النقدى الظاهر في كشف حساب البنك, والرصيد الظاهر في سجلات الشركة عن فترة معينه،وتوضيح وتسوية الفروق عند اكتشافها. يكون الاختلاف بين الارصده ناتج عادة عن ايداعات سجلت بواسطة الشركة ولم تضاف على رصيدها البنك، ايداعات بنكيه لم تسجلها الشركة، شيكات صادره من الشركة لم يتم سحبها من البنك، خصومات بنكية لم تسجلها الشركة, إلخ.

في مسك الدفاتر، التسوية البنكية هي العملية التي يتم من خلالها تسوية رصيد الحساب المصرفي في دفاتر حساب الكيان مع الرصيد المبلغ عنه من قبل المؤسسة المالية في أحدث بيان مصرفي. يجب فحص أي فرق بين الرقمين وتصحيحه، إذا كان ذلك مناسبًا.
عادة ما يتم إنتاج البيانات المصرفية بشكل روتيني من قبل المؤسسة المالية واستخدامها من قبل أصحاب الحسابات لإجراء التسويات المصرفية الخاصة بهم. للمساعدة في التسويات، تقدم العديد من المؤسسات المالية الآن أيضًا تنزيلات مباشرة لمعلومات المعاملات المالية في برنامج محاسبة أصحاب الحسابات، وعادةً ما تستخدم تنسيق ملف .csv.
قد تنشأ الاختلافات بين دفاتر حساب الكيان وسجلات البنك، على سبيل المثال، للأسباب التالية:
- لم يتم تقديم الشيكات الصادرة عن الكيان إلى البنك أو قام البنك بتخليص الشيك،
- معاملة بنكية، مثل ائتمان مستلم، أو رسوم من قبل البنك، لم يتم تسجيلها في دفاتر الكيان، أو
- إما أن البنك أو الكيان نفسه قد ارتكب خطأ.

في بعض الأحيان قد يكون من السهل التوفيق بين الفرق من خلال النظر إلى المعاملات في كشف الحساب البنكي منذ آخر تسوية والسجلات المحاسبية الخاصة بالكيان (دفتر النقدية) لمعرفة ما إذا كان مزيج منها يتوافق مع الفرق المراد شرحه. وإلا فقد يكون من الضروري متابعة كل معاملة ومطابقتها في كلتا مجموعتي السجلات منذ التسوية الأخيرة، وتحديد المعاملات التي تظل غير متطابقة. ينبغي بعد ذلك إجراء التعديلات اللازمة في دفتر النقدية، أو إبلاغ البنك إذا لزم الأمر، أو تسجيل أي فروق توقيت للمساعدة في التسويات المستقبلية.
لهذا السبب، ولتقليل حجم العمل المطلوب، فمن الممارسات الجيدة إجراء التسويات على فترات متكررة بشكل معقول.

## بيان التسويات المصرفية
بيان التسوية البنكية هو بيان يعده الكيان كجزء من عملية التسوية "الذي يحدد الإدخالات التي تسببت في الفرق بين الرصيدين. من شأنه، على سبيل المثال، سرد الشيكات المعلقة (أي الشيكات الصادرة التي لم يتم تقديمها بعد في البنك للدفع).
عادةً ما يتم إجراء الإدخالات في دفاتر الكيان لتصحيح التناقضات المكتشفة (باستثناء الشيكات المعلقة) في تاريخ أو فترة لاحقة، وليس بأثر رجعي. عندما تصبح الشيكات قديمة (أي غير صالحة)، يتم عادة عكسها، وليس إلغاؤها.